# Internetmeme

Voorbeeld van een meme over Wikipedia

Een internetmeme (uitgesproken als 'internetmiem') is een concept dat zich via het internet in een hoog tempo van persoon tot persoon verspreidt. De term is verwant aan het concept van meme (rijmt op het Engelse team), hoewel deze term  een veel bredere categorie van culturele informatie aanduidt. In de praktijk wordt met een internetmeme meestal een bepaalde vorm van internethumor bedoeld, die zijn oorsprong binnen of buiten het internet vindt. Internetmemes bevatten vaak een hoge mate van zelfreferentie, waardoor de humor van memes soms vreemd of moeilijk te begrijpen kan zijn. Gebruikers van een oude meme of mensen die niet weten wat memes zijn, ze niet gebruiken en ook niet snappen, worden "normies" genoemd.

## Kenmerken van een internetmeme
De laatste jaren is de term meme steeds rekbaarder geworden. Herhaling blijft echter een belangrijk element: iets is pas een meme als het vaak herhaald wordt.
Volgens Lauren Ancel Mayers, hoogleraar biologie aan de universiteit van Texas, verspreiden memes zich via sociale media op dezelfde manier als ziekten. Het is de basis van virale marketing, een marketingtechniek waarbij campagnes proberen een meme te creëren.
Een meme kan zich verspreiden in de vorm van bijvoorbeeld een foto, video- of audiobestand, gerucht of citaat, via elk internetkanaal dat vrijwillig delen toelaat. Een internetmeme kan "blijven plakken", waardoor deze lang in gebruik blijft, maar meestal worden memes op den duur niet meer gebruikt en vergeten. Dit wordt dan ook wel een "dead meme" of "old meme" genoemd. De meeste memes zijn slechts enkele maanden lang populair, alhoewel een meme zelden daarna volledig 'dood' is. Een oude meme wordt vaak nog door een kleine groep mensen voort gebruikt, ook al is deze niet langer in gebruik bij een breed publiek. Sommige memes worden ook na een tijd opnieuw populair, juist omdat ze een lange tijd niet meer gebruikt werden.
In veel online gemeenschappen ontstaat er een eigen "memecultuur" die zich toespitst op één niche (bijvoorbeeld het trolleyprobleem, een politieke ideologie of genderqueerness). De memes die deze groepen voortbrengen zijn vaak erg zelfreferentieel. In bepaalde groepen ontwikkelen memes zich relatief onafhankelijk van de bredere meme pool en ontstaan er zo nieuwe internetmemes die vaak moeilijk te begrijpen zijn (vergelijkbaar met soortvorming in de evolutiebiologie). Veel populaire internetmemes vinden hun oorsprong in niche-groepen. 

### Veranderende memes
Als van een bepaalde video of afbeelding in een korte tijd veel verschillende contexten opduiken, waaraan telkens iets anders is, en waaraan een groot aantal mensen deelnemen, wordt hij al vlug een meme genoemd. Bij bepaalde memes waaraan telkens iets veranderd is ten opzichte van het origineel, wordt de context van de oorspronkelijke versie van de meme volledig naar de achtergrond verdrongen en is die niet langer belangrijk. De omvang (populariteit) van een internetmeme kan sterk variëren.

## Voorbeelden van memes
Voorbeelden van zaken die weleens een meme worden:
- broodjeaapverhalen, creepypasta en hoaxes
- afbeeldingen en bewerkte afbeeldingen (bv. image macro's, exploitables)
- referenties aan populaire cultuur (muziek, tv-series, films, videogames)
- reclame en advertenties
- ongewilde beroemdheden
- schaamteloze zelfpromotie

Voor enkele links naar voorbeelden van internetmemes en -trends bevindt zich onderaan deze pagina een kader.